# Vân Khánh Đông
Vân Khánh Đông là một xã thuộc huyện An Minh, tỉnh Kiên Giang, Việt Nam.

## Địa lý
Xã Vân Khánh Đông có vị trí địa lý:
- Phía đông giáp thị trấn Thứ Mười Một
- Phía tây giáp Vịnh Thái Lan
- Phía nam giáp xã Vân Khánh
- Phía bắc giáp xã Đông Hưng A.

Xã Vân Khánh Đông có diện tích 40,01 km², dân số năm 2020 là 8.489 người, mật độ dân số đạt 187 người/km².

## Hành chính
Xã Vân Khánh Đông được chia thành 6 ấp: Minh Cơ, Minh Giồng, Mương Đào, Ngọc Hiển, Ngọc Thành, Phong Lưu.

## Lịch sử
Ngày 17 tháng 2 năm 1979, Hội đồng Chính phủ ban hành Quyết định 50-CP về việc chia xã Vân Khánh thành 2 xã lấy tên là xã Vân Khánh Đông và xã Khánh Vân.
Ngày 13 tháng 1 năm 1986, Hội đồng Bộ trưởng ban hành Quyết định 07-HĐBT về việc chuyển xã Vân Khánh Đông của huyện An Biên về huyện An Minh mới thành lập quản lý.
Ngày 14 tháng 11 năm 2001, Chính phủ ban hành Nghị định số 84/2001/NĐ-CP về việc thành lập xã Vân Khánh Đông trên cơ sở 4.001 ha diện tích tự nhiên và 7.169 người xã Vân Khánh.